# Coldirodi
Coldirodi (dal 1753 Colla o Colla di Sanremo, fino al 1882 Col di Rodi) è la frazione più vasta della città di Sanremo in provincia di Imperia, ed è posta sul crinale della collina che parte dal Capo Pino, al confine con il Comune di Ospedaletti, a circa 250 m s.l.m.

## Geografia fisica

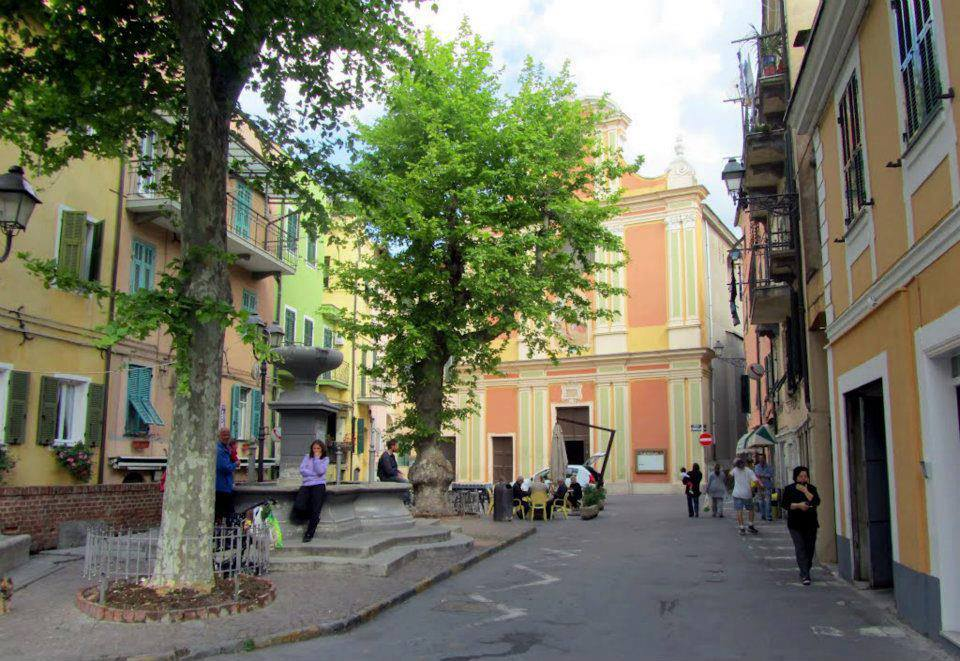
La piazza di San Sebastiano, punto centrale del Borgo.

Il borgo è posizionato al limite ovest della città di Sanremo, sul crinale della collina che ha origine dal panoramico Capo Pino.

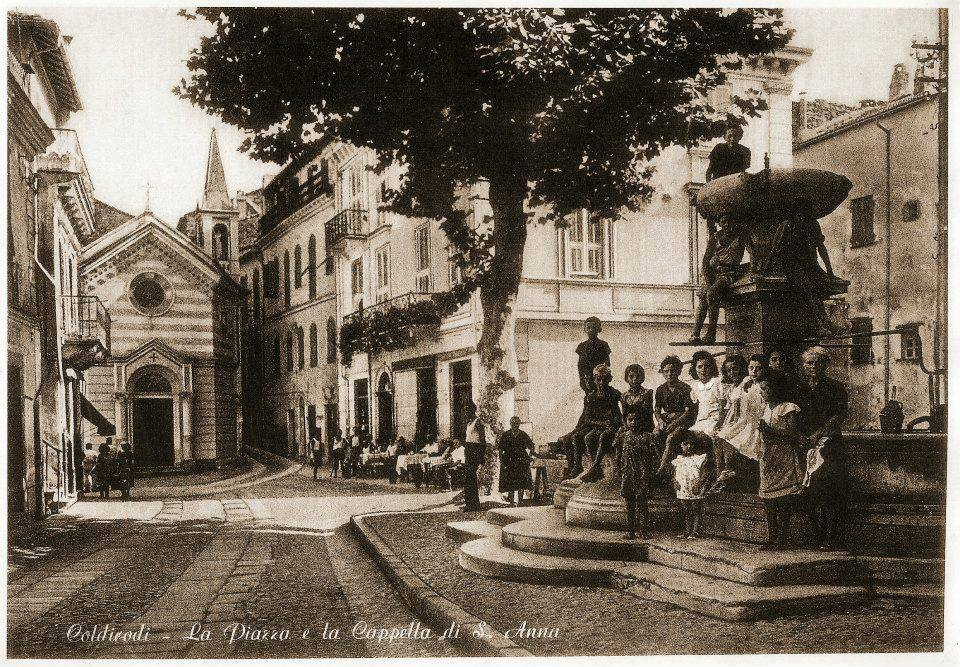
Vecchia fotografia in bianco e nero ritraente Coldirodi e la 'Pila' di piazza San Sebastiano e sul fondo l'oratorio di Sant'Anna.

## Storia

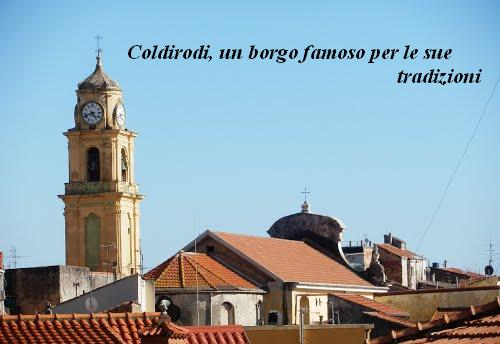
Campanile della Chiesa Parrocchiale

La storia del paese si intreccia fittamente con quella delle due cittadine rivierasche confinanti, Sanremo ed Ospedaletti. La sua fondazione si fa risalire al IX secolo, quando alcuni Cavalieri di Rodi naufragarono nei pressi di Ospedaletti. La vallata retrostante prese quindi il nome di Valle di Rodi, come ancora oggi è nota.
Distrutta l'antica Matutia (Sanremo) dai saraceni a metà del IX secolo circa, alcuni abitanti si rifugiarono nei monti per una sede più sicura e tranquilla. Una di queste era quella di "Poi Pino" o "Capo Pino" (sovrastante o Nero).
Vennero fondati un castello e varie fortificazioni a carattere difensivo, sotto il dominio di Genova.
Intorno al 1316, con la distruzione del castello e di "Poi Pino", la popolazione si disperse per il colle sovrastante la Valle di Rodi (oggi Valle Grande), distribuendosi in vari casolari e fondando numerosi piccoli casali, qui fabbricarono una cappella nel 1319 e la intitolarono a San Sebastiano, proprio nel luogo che segna la sommità del colle stesso e che domina la vallata.
Dopo alterne vicende, la comunità, che nel frattempo aveva superato i 1 700 abitanti ed era amministrativamente sotto il comune di Sanremo, si costituì il 1º febbraio 1753 nel comune di Colla. Tale separazione venne osteggiata fortemente dai sanremesi, tanto che i collantini riuscirono a mantenere la propria indipendenza solo grazie ad aspre battaglie ed all'appoggio dei Genovesi, sotto la cui giurisdizione cadevano le due città.
Nel 1797 a seguito della dominazione francese di Napoleone Bonaparte, che causò la caduta della Repubblica di Genova, il borgo fu annesso alla Repubblica Ligure, e nel 1805 al Primo Impero francese. 

Le Alpi Marittime nel 1805, con la Colla nel cantone di Sanremo

Nel 1815 fu inglobato nel Regno di Sardegna, così come stabilì il Congresso di Vienna del 1814 anche per gli altri comuni dell'ex Repubblica Ligure, e successivamente nel Regno d'Italia dal 1861.
Il borgo si ingrandì a tal punto che l'8 giugno 1882, quando aveva oramai superato i 2 200 abitanti, un Regio Decreto sancì il cambiamento del nome da Colla a Col di Rodi (in quanto Colle sulla Valle dei Rodi), ed il passaggio di Ospedaletti a frazione del neonato comune.
Coldirodi perse il suo status di comune nel 1925, quando passò sotto il comune di Sanremo, ma riacquistò la sua autonomia tra il 1926 ed il 1928 e in seguito, sotto il regime fascista, diventò frazione di Ospedaletti.
Nel 1956, in seguito a consultazione popolare, venne decretata definitivamente, dall'allora presidente Giovanni Gronchi, l'aggregazione con il comune di Sanremo. In tale occasione, vennero affissi, nella neonata frazione, dei manifesti che così recitavano:

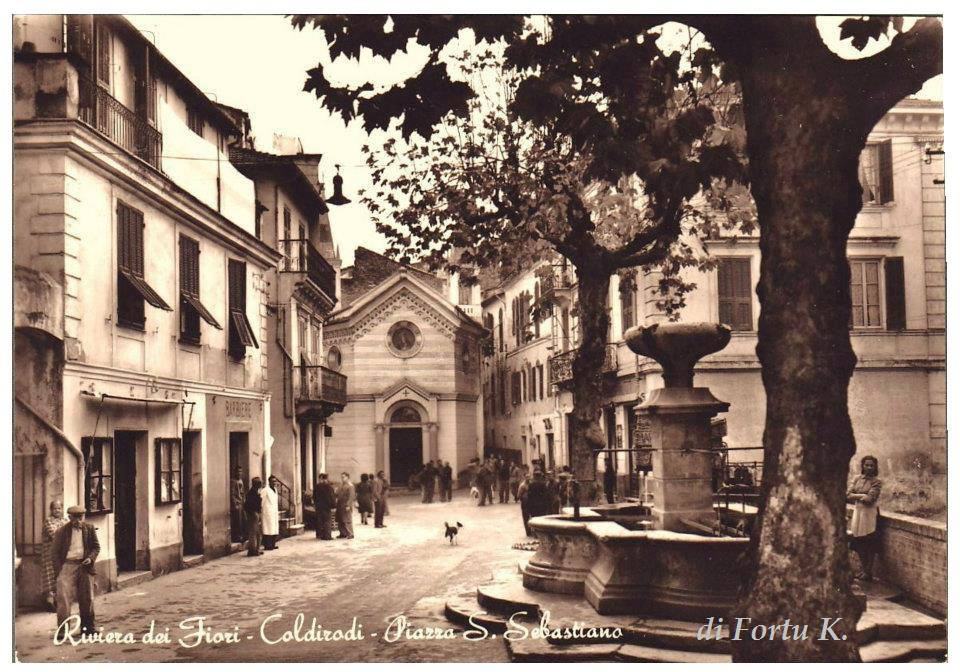
La Piazza di San Sebastiano e l'Oratorio di Sant'Anna.

A tutt'oggi, la strada di circa 3 km che conduce dall'inizio dell'attuale via Padre Semeria, sulla Via Aurelia, fino al centro di Coldirodi, sul tracciato della ex-mulattiera, è chiamata "Strada alla Colla".

### Simboli

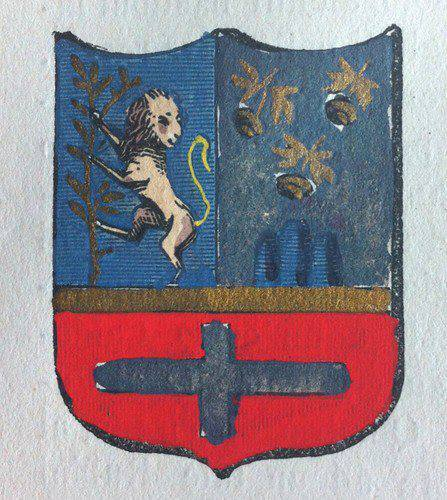
Stemma di Coldirodi

Lo stemma del comune di Coldirodi era:

## Monumenti e luoghi d'interesse

### Architetture religiose

#### Santuario della Madonna Pellegrina
Posto in uno dei punti più panoramici della zona, è una chiesetta risalente al XVII secolo ed originariamente dedicata a San Bernardo. Dopo la Seconda guerra mondiale vi venne collocata la statua della Madonna Pellegrina e quindi dedicata alla Vergine, divenendo santuario mariano diocesano, e rappresentando una sorta di ex voto da parte delle persone scampate ai pericoli della guerra. Grazie al suo panorama, alla sua ambientazione e graziosità, è una delle chiese più favorite della zona per la celebrazione di Matrimoni e Battesimi, un luogo di festa ma anche di grande religiosità.

#### Chiesa di San Sebastiano

Chiesa Parrocchiale di San Sebastiano Martire di Coldirodi.

La parrocchia cattolica di Coldirodi è dedicata a San Sebastiano Martire. La chiesa all'inizio della sua fondazione avvenuta nel 1319 era una semplice cappella attaccata ad altre case, era strutturata diversamente e divenne presto insufficiente per contenere la popolazione che aumentava man mano, perciò fu sottoposta a lavori di totale rifacimento iniziati il 26 giugno 1616 con la posa della prima pietra; venne ricostruita ed ingrandita notevolmente, dandogli la forma che si vede oggi.
La parrocchiale è dotata anche di un pregevole organo, costruito da Natale Marelli di Milano, nel 1910 posto nella cantoria lignea sopra l'ingresso principale all'interno di una cassa inserita in un'altra preesistente risalente al 700, dipinta, decorata e munita di portelle. Di notevole rilievo, infine, è il Cristo Morto, pezzo ligneo del 600 di autore anonimo.

#### Oratorio di Sant'Anna

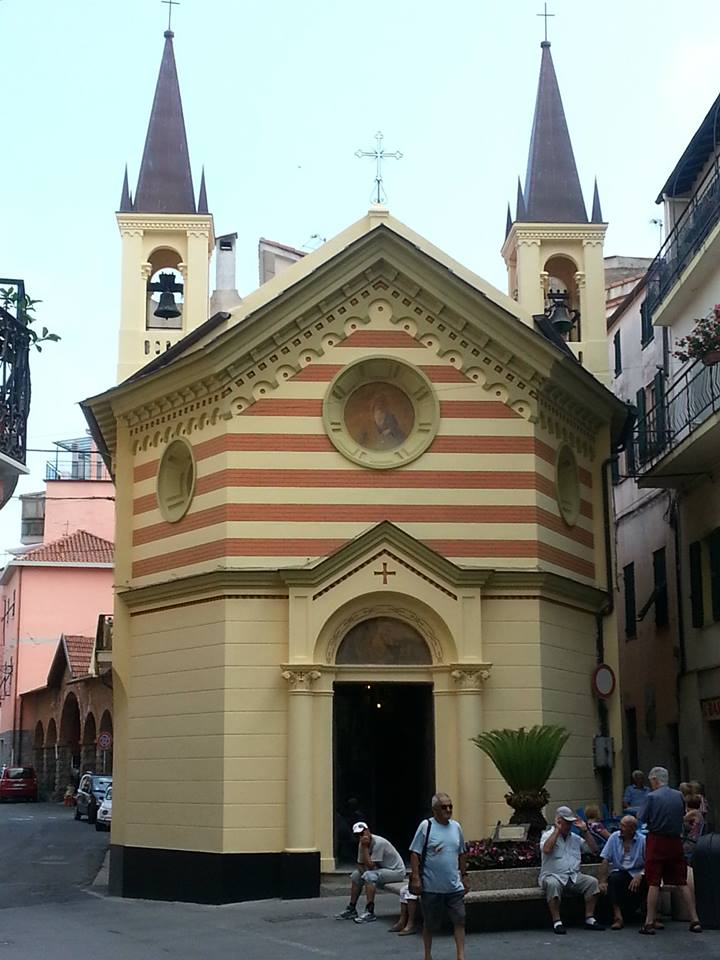
Oratorio Sant'Anna.

Di fronte alla chiesa di San Sebastiano, dalla parte opposta della piazza si trova l'antichissimo oratorio di Sant'Anna risalente al XVI secolo al cui interno si trovano un pregevole altare marmoreo e una tavola sovrastante di scuola genovese che raffigura Sant'Anna, San Gioacchino e un'altra figura mentre insegnano a leggere alla Madonna.

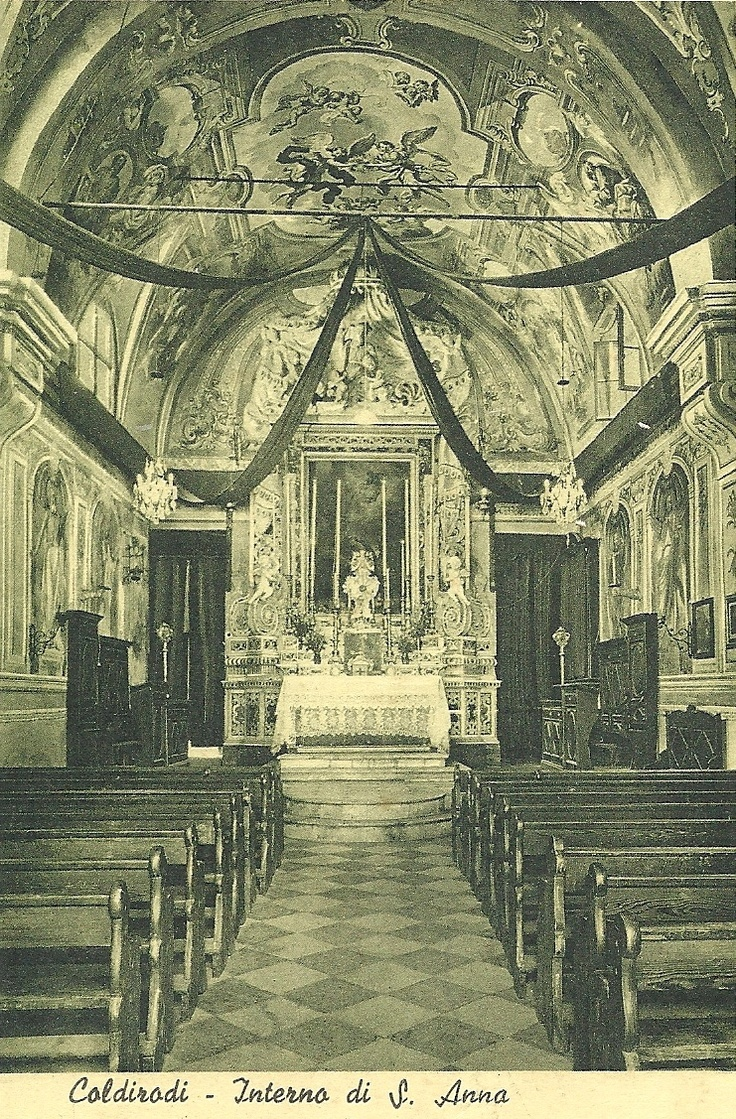
Vecchia cartolina ritraente l'interno dell'Oratorio di Sant'Anna a Coldirodi.

La chiesa ha le volte e il catino affrescati con pitture settecentesche di notevole effetto e accurata esecuzione, mentre sulla volta del presbiterio vi è un affresco di Maurizio Carrega del 1768 raffigurante i quattro evangelisti: un'autentica opera d'arte come i dipinti posti al fianco dell'altare maggiore raffiguranti San Giovanni Battista e San Bernardo. La statua di Sant'Anna fu acquistata dalla comunità dei collantini di Marsiglia ed accompagnata alla Colla tra il tripudio dei fedeli: era il 1890.

### Architetture civili

#### Pinacoteca Rambaldi

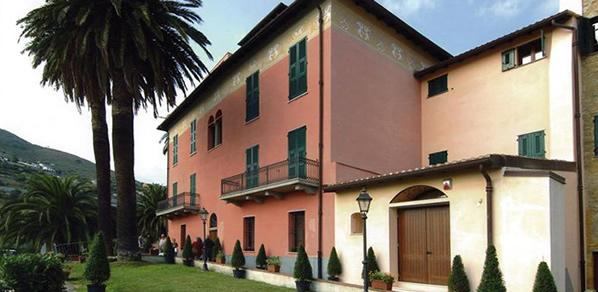
Pinacoteca e Biblioteca Rambaldi.

Nel giugno del 1865, il consiglio comunale di Colla, oggi Coldirodi, deliberava di acquistare i dipinti della collezione del sacerdote Paolo Stefano Rambaldi e di riunirli così nella biblioteca e alla raccolta di stampe che lo stesso Rambaldi aveva voluto donare alla sua morte al comune natio “non fosse per altro – così recita l'atto del Consiglio comunale – che per conservare nella terra che ebbe la fortuna di dare i natali al detto Rambaldi quante di lui più care memorie”. I dipinti presenti sono oltre 100, di datazione variabile tra il XIV ed il XVI secolo, e di autori più diversi, quali Paolo Veronese, Guido Reni, Jacopo Ligozzi, Mario Balassi ed una "Madonna con il Bambino" di Lorenzo di Credi della bottega del Verrocchio. Una raccolta quindi che deve essere letta con la coscienza di trovarci di fronte, qui nell'estremo ponente ligure, ad un angolo di Toscana significativamente legato per il tramite di Paolo Stefano Rambaldi al ricordo della nativa Coldirodi. Annessa alla pinacoteca, la biblioteca Rambaldi, nella quale sono conservati oltre 5 000 volumi donati in parte dallo stesso sacerdote, editi tra il XV ed il XIX secolo.

## Cultura

### Associazioni culturali
- Famijia Culantina - (Famiglia Collantina) è un'associazione finalizzata alla valorizzazione del patrimonio artistico, storico, linguistico e folcloristico, impegnata in ogni manifestazione che possa valorizzare il paese e che possa servire da richiamo per turisti e villeggianti.

## Economia

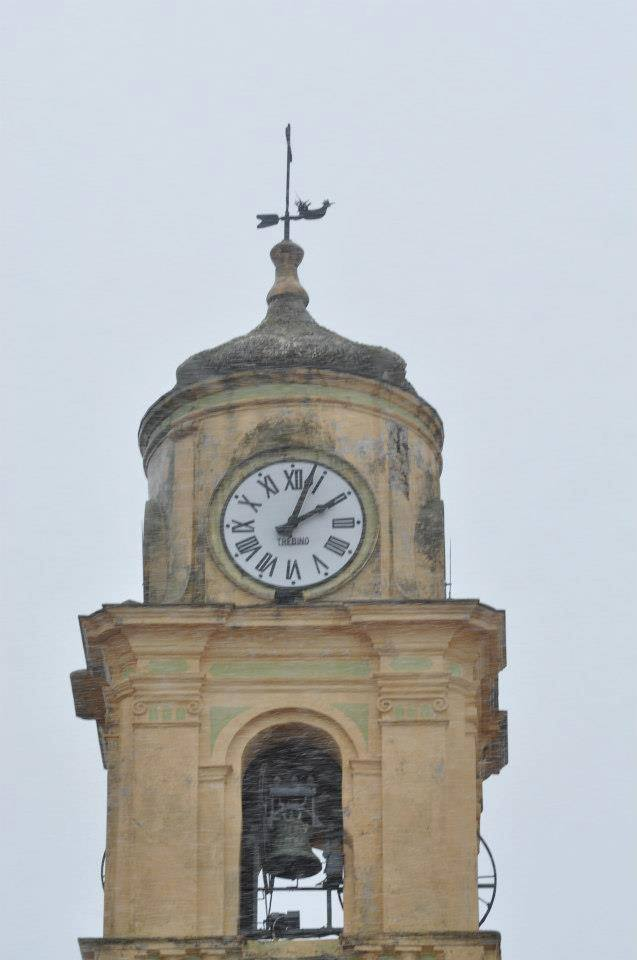
Campanile della Parrocchia di San Sebastiano.

Il borgo è storicamente sopravvissuto grazie alla coltivazione di agrumi (prevalentemente limoni), ulivi, vite e grano. Con il diffondersi della floricoltura a Sanremo, anche il borgo mutuò rapidamente la propria economia, tanto che attualmente la coltivazione di rose (varietà Baccarat) e garofani (varietà Marte, Sim e Lolita) rappresenta la principale attività.

## Infrastrutture e trasporti

### Strade
Coldirodi è situata sulla collina tra i comuni di Ospedaletti e Sanremo. Inoltre è facilmente raggiungibile anche grazie al casello autostradale di Sanremo Ovest sull'Autostrada A10, posto nel territorio della frazione.

### Ferrovie
La stazione ferroviaria più vicina è quella di Sanremo, a circa 8 km di distanza.

### Mobilità urbana
Vi sono quotidiane corse orarie dalla stazione degli autobus di Sanremo.